# Saïd Farokhi
Said Farokhi est un karatéka iranien connu pour avoir remporté une médaille de bronze en kumite individuel masculin moins de 70 kilos aux championnats du monde de karaté 2006 à Tampere, en Finlande.

## Palmarès
- 2006 :  Médaille de bronze en kumite individuel masculin moins de 70 kilos aux championnats du monde de karaté 2006 à Tampere, en Finlande[1].